# Раба (Сливно)
42°58′ пн. ш. 17°31′ сх. д. / 42.97° пн. ш. 17.51° сх. д.
Раба (хорв. Raba) — населений пункт у Хорватії, в Дубровницько-Неретванській жупанії у складі громади Сливно.

## Населення
Населення за даними перепису 2011 року становило 10 осіб.
Динаміка чисельності населення поселення: